# Totah Vista
Totah Vista es un lugar designado por el censo ubicado en el condado de San Juan en el estado estadounidense de Nuevo México. En el Censo de 2020 tenía una población de 288 habitantes y una densidad poblacional de 192 habitantes por km². Fue incluido como CDP en el censo de 2020.

## Geografía
Totah Vista se encuentra ubicado en las coordenadas 36°42′44″N 108°12′09″O / 36.71222, -108.20250. Según la Oficina del Censo de los Estados Unidos,  tiene una superficie total de 1,50 km², de la cual 1,48 km² corresponden a tierra firme y 0,02 km² a agua.